# FlyBig
FlyBig é uma companhia aérea regional com sede em Indore, Índia. A companhia aérea iniciou suas operações em dezembro de 2020.

## História

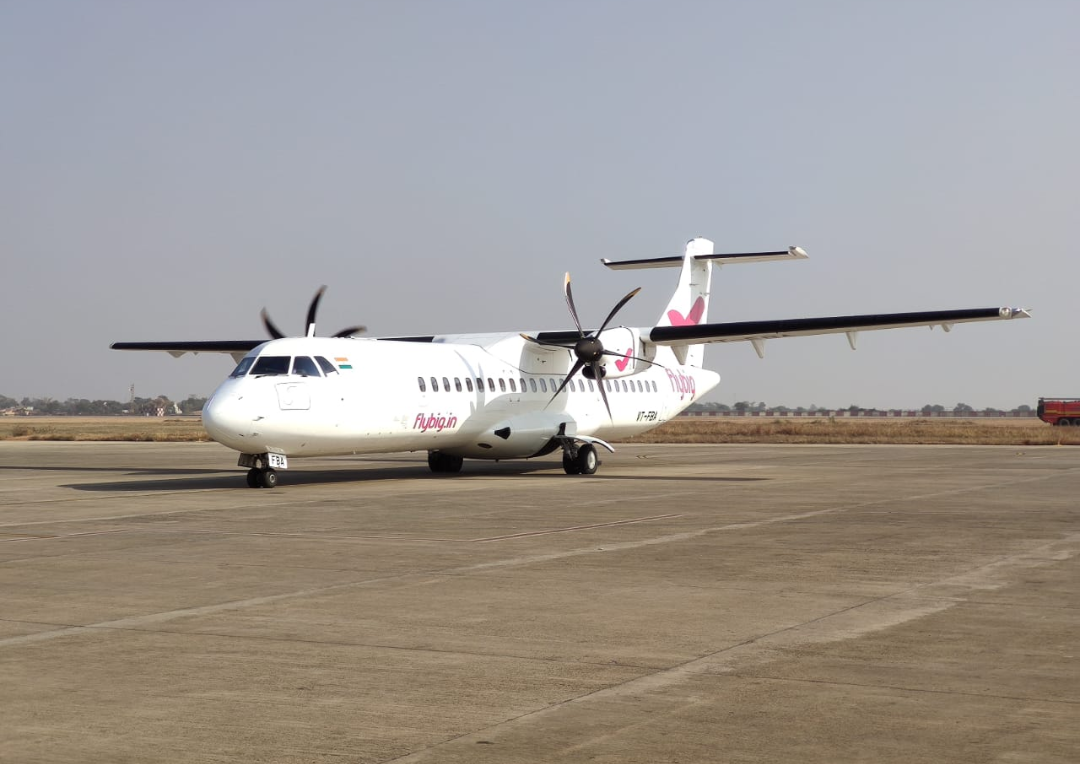
Um ATR 72-500 da FlyBig

A empresa foi fundada em 2020 e recebeu seu Certificado de Operador Aéreo em 14 de dezembro de 2020. Ela começou a operar com um único ATR-72-500.
A companhia aérea realizou voos de teste em 4 de dezembro de 2020 e operou seu primeiro voo programado em 3 de janeiro de 2021 de Indore para Ahmedabad.

## Frota

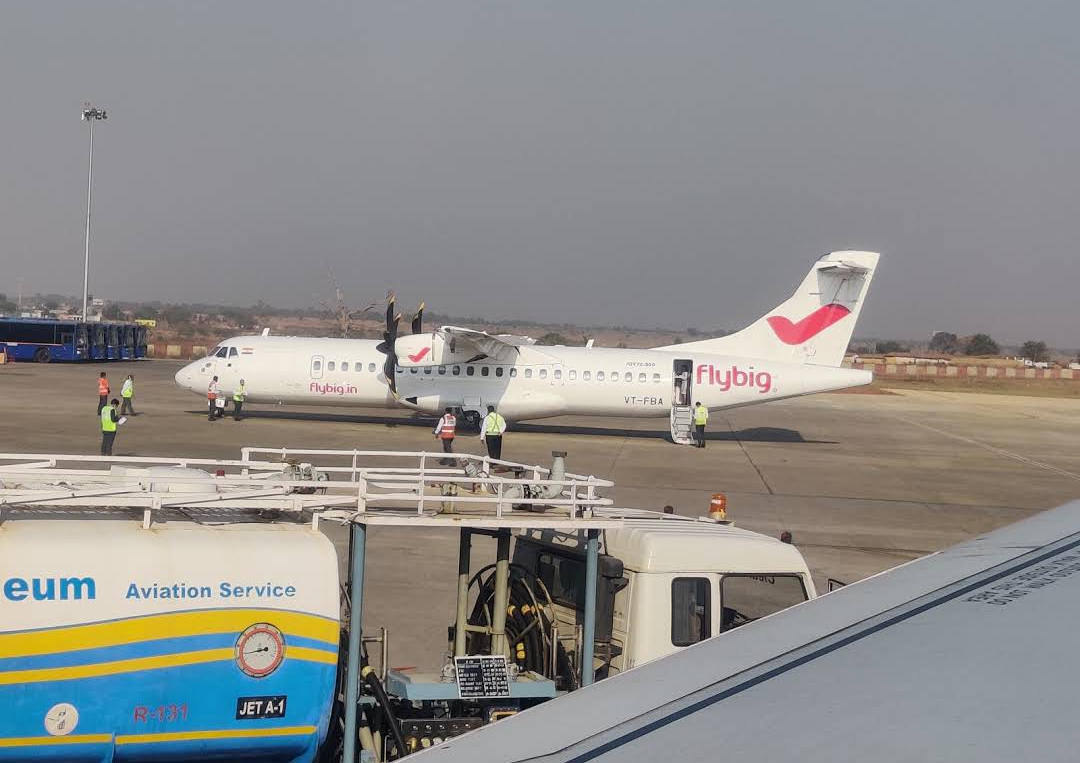
Um ATR-72 da FlyBig

A frota da FlyBig consiste nas seguintes aeronaves (Dezembro de 2020):
| Aeronaves  | Em Serviço | Ordens | Passageiros | Notas |
| ---------- | ---------- | ------ | ----------- | ----- |
| ATR 72-500 | 1          | 2      | 78          |       |
| Total      | 1          | 2      |             |       |